# Гамаліївка (Львівський район)
Гамалі́ївка (до 1946 року — Жидатичі) — село в Україні, у Мурованській сільській громаді Львівського району Львівської області. Населення становить 750 осіб.

## Історія

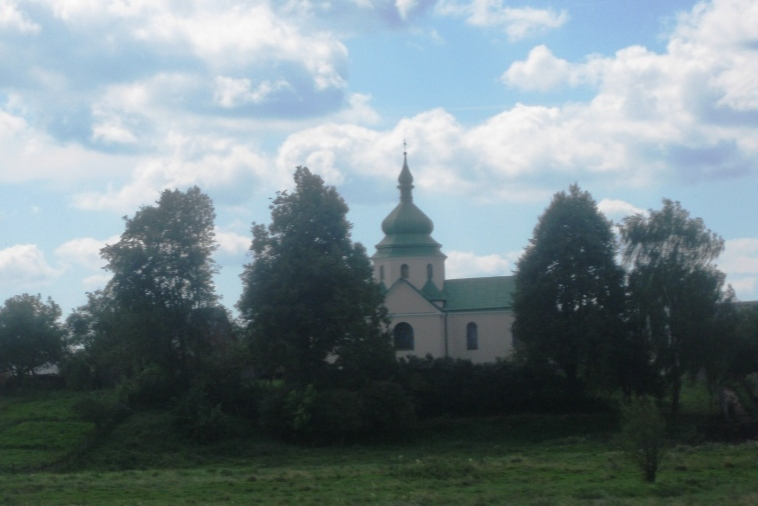
Церква в Гамаліївці

Актом, виданим у Городку після свята Ядвіги (19 жовтня) 1405 року польський король Владислав Ягайло переніс села Жидятичі та Годовицю на німецьке право, але із застереженням, що ним будуть користуватися тільки римо-католики.
У податковому реєстрі 1515 року в селі документується шинок і 6 ланів (близько 150 га) оброблюваної землі.
1562 року після Різдва комісія визначила на ґрунті границі Жидятич з навколишніми селами Ляшки, Сороки та Дубляни. Мабуть, ті визначені межі збереглися надовго, бо коли за вказівкою австрійської влади 1787 року проводилося насипання копців по периметру сільських земель, то хоч ніде вздовж границь не було видно жодних знаків, селяни впевнено показували ці границі і не було при цьому жодних суперечок з сусідніми громадами.
У звіті читальні за 1932 рік записано, що в селі працюють польські товариства «Стшелєц», «Страж пожарна», «Коло млодзєжи». А в українській читальні не було ні хору, ні аматорського гуртка.
У звіті читальні за 1934 рік записано, що в селі було 180 господарств (119 польських, 60 українських та 1 жидівське).
На 1.01.1939 в селі проживало 1160 мешканців, з них 360 українців-греко-католиків, 760 українців-римокатоликів, 30 поляків, 10 євреїв.

## Населення
Згідно з переписом УРСР 1989 року чисельність наявного населення села становила 730 осіб, з яких 331 чоловік та 399 жінок.
За переписом населення України 2001 року в селі мешкала 731 особа.

### Мова
Розподіл населення за рідною мовою за даними перепису 2001 року:
| Мова       | Відсоток |
| ---------- | -------- |
| українська | 99,86 %  |
| білоруська | 0,14 %   |

## Відомі люди
- Гамалій Іван Павлович (1956—2022) — український футболіст.
- Федецький Андрій Стефанович (1958—2018) — український футболіст, батько гравця збірної України Артема Федецького.